# Eaucourt-sur-Somme
Pour les articles homonymes, voir Eaucourt.
Eaucourt-sur-Somme (en picard : Lucourt) est une commune française située dans le département de la Somme en région Hauts-de-France.
Depuis juillet 2020, la commune fait partie du parc naturel régional Baie de Somme - Picardie maritime.
La commune fait partie des villages labellisés Pays d'art et d'histoire qui œuvrent à mettre en avant leur patrimoine,.

## Géographie

### Localisation
Eaucourt-sur-Somme est un village picard situé entre Ponthieu et Vimeu.
À vol d'oiseau, la localité est située à 6 km au sud-est d'Abbeville, 8 km au sud-ouest d'Ailly-le-Haut-Clocher, 10 km au nord-ouest de Longpré-les-Corps-Saints et à 35 km au nord-ouest d'Amiens.
Le territoire de la commune est limitrophe de ceux de six communes.
Les communes limitrophes sont  Bellancourt, Bray-lès-Mareuil, Mareuil-Caubert, Pont-Remy, Épagne-Épagnette et Érondelle.

### Géologie et relief

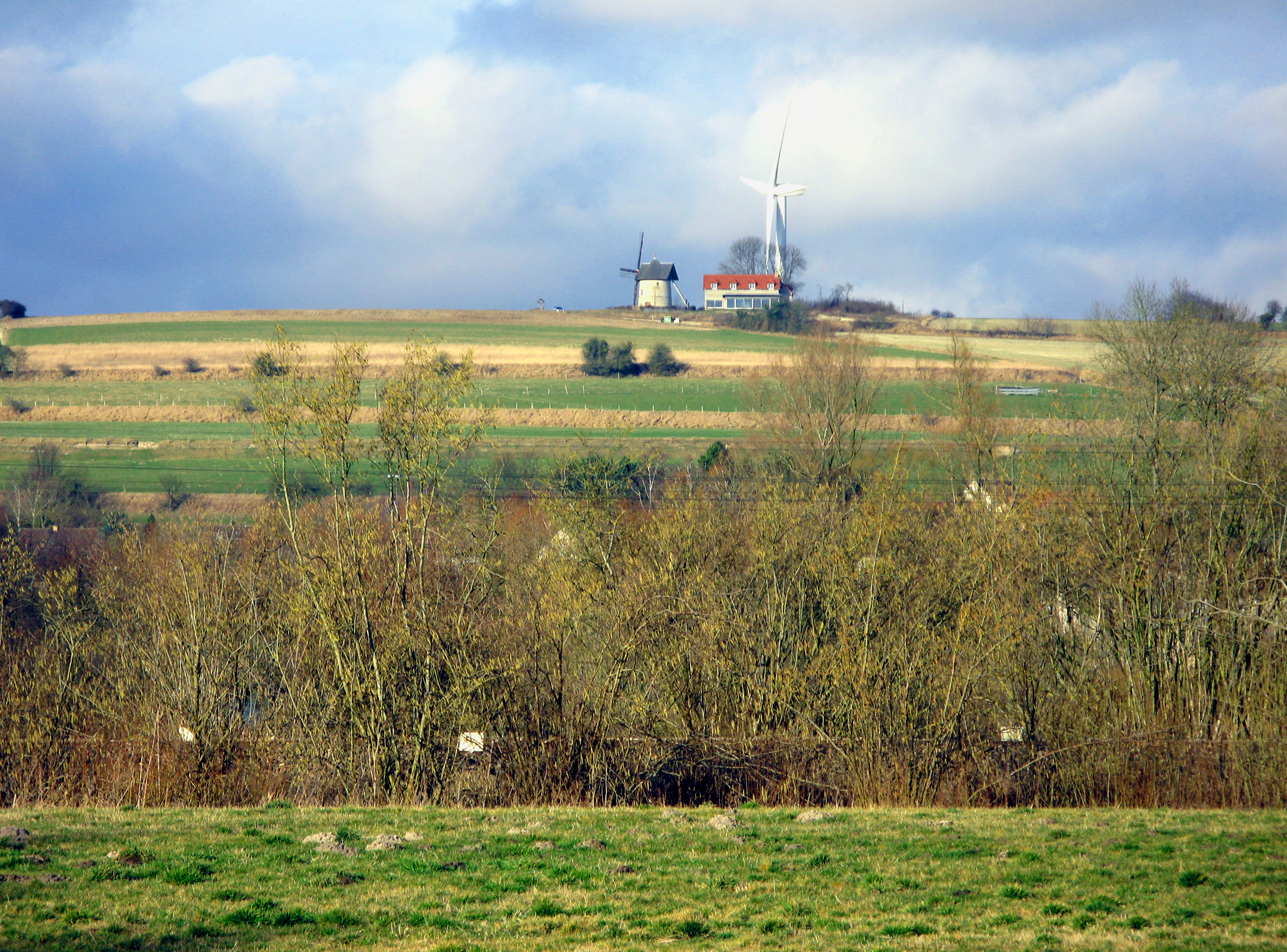
Le Moulin Guidon,
vu depuis la vallée de la Somme..

Eaucourt-sur-Somme est un village périurbain picard de la vallée de la Somme.

Le Moulin Guidon et les quatre éoliennes des Monts Bergeron, se trouvent sur le coteau.

### Hydrographie

#### Réseau hydrographique
La commune est située dans le bassin Artois-Picardie. Elle est drainée par la Somme canalisée, la rivière de Bellifontaine, le Grand marais d'Espagnette, l'Ancienne Bellifontaine et un autre petit cours d'eau.
Le canal de la Somme, construit entre 1770 et 1827, et mis au gabarit Freycinet en 1880, est long 170 km. Il débute à Saint-Simon où il touche au canal de Saint-Quentin et débouche dans la baie de Somme.

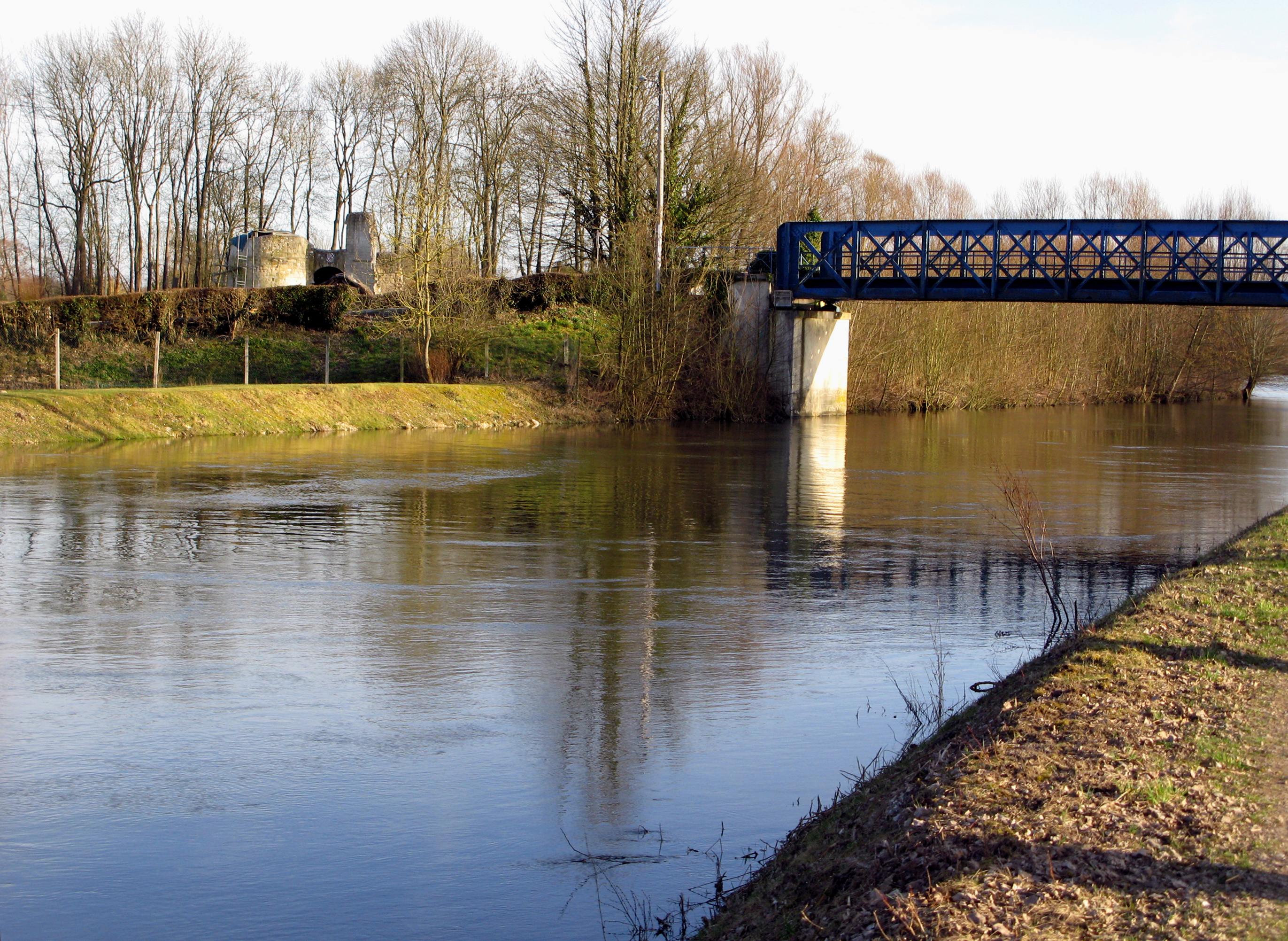
La Somme, le pont et le château.
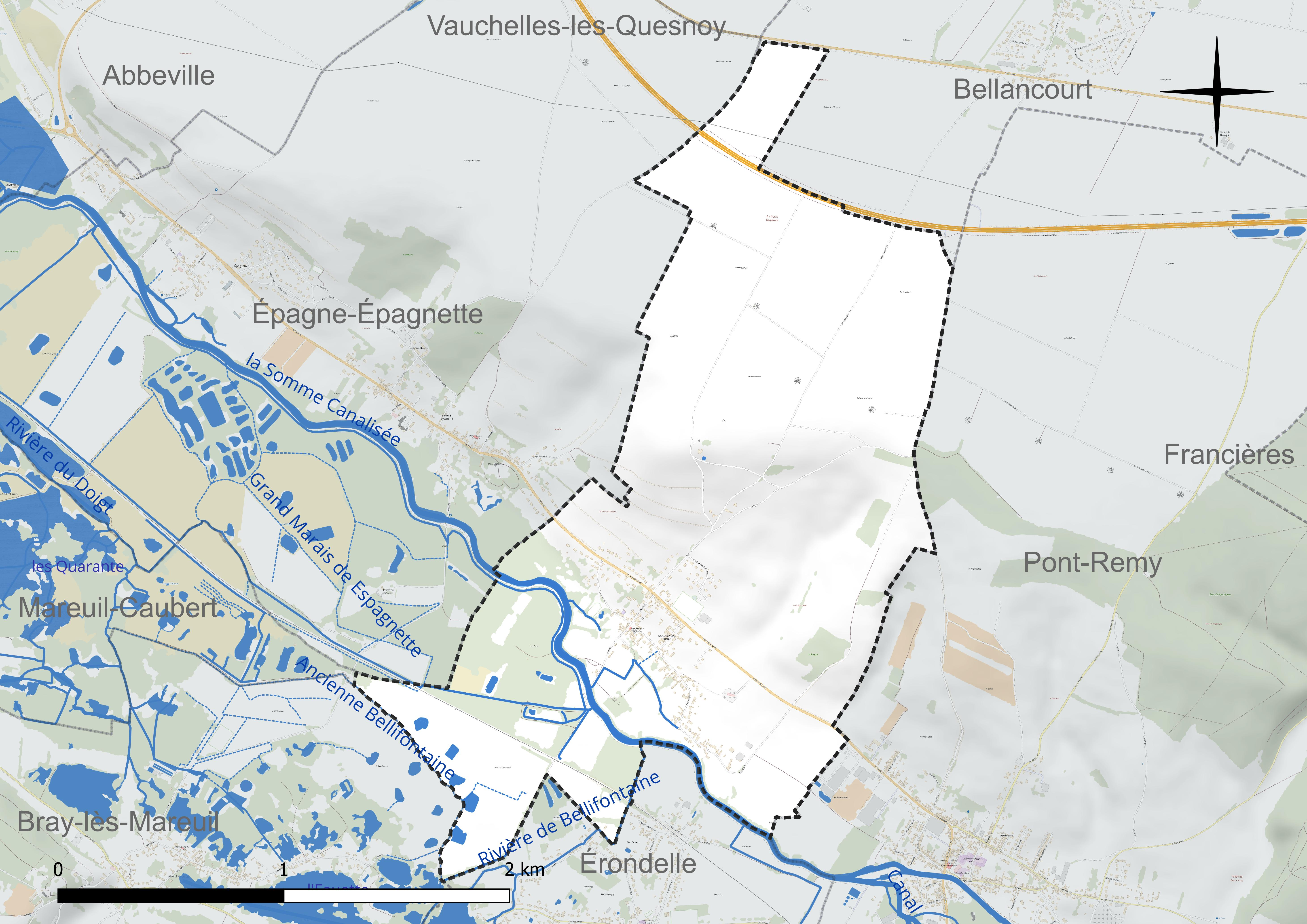
Réseau hydrographique d'Eaucourt-sur-Somme.

#### Gestion et qualité des eaux
Le territoire communal est couvert par le schéma d'aménagement et de gestion des eaux (SAGE) « Somme aval et Cours d'eau côtiers ». Ce document de planification concerne un territoire de 1 835 km2 de superficie, délimité par le bassin versant de la Somme canalisée. Le périmètre a été arrêté le 29 avril 2010 et le SAGE proprement dit a été approuvé le 6 août 2019. La structure porteuse de l'élaboration et de la mise en œuvre est le syndicat mixte d'aménagement hydraulique du bassin versant de la Somme (AMEVA).
La qualité des cours d'eau peut être consultée sur un site dédié géré par les agences de l'eau et l'Agence française pour la biodiversité.

### Climat
Pour des articles plus généraux, voir Climat des Hauts-de-France et Climat de la Somme.
En 2010, le climat de la commune est de type climat océanique altéré, selon une étude du CNRS s'appuyant sur une série de données couvrant la période 1971-2000. En 2020, Météo-France publie une typologie des climats de la France métropolitaine dans laquelle la commune est exposée à un climat océanique et est dans la région climatique Côtes de la Manche orientale, caractérisée par un faible ensoleillement (1 550 h/an) ; forte humidité de l'air (plus de 20 h/jour avec humidité relative > 80 % en hiver), vents forts fréquents.
Pour la période 1971-2000, la température annuelle moyenne est de 10,6 °C, avec une amplitude thermique annuelle de 12,6 °C. Le cumul annuel moyen de précipitations est de 744 mm, avec 11,7 jours de précipitations en janvier et 8,5 jours en juillet. Pour la période 1991-2020, la température moyenne annuelle observée sur la station météorologique la plus proche, située sur la commune d'Abbeville à 6 km à vol d'oiseau, est de 11,0 °C et le cumul annuel moyen de précipitations est de 806,2 mm,. Pour l'avenir, les paramètres climatiques de la commune estimés pour 2050 selon différents scénarios d'émission de gaz à effet de serre sont consultables sur un site dédié publié par Météo-France en novembre 2022.

## Urbanisme

### Typologie
Au 1er janvier 2024, Eaucourt-sur-Somme est catégorisée bourg rural, selon la nouvelle grille communale de densité à sept niveaux définie par l'Insee en 2022.
Elle est située hors unité urbaine. Par ailleurs la commune fait partie de l'aire d'attraction d'Abbeville, dont elle est une commune de la couronne,. Cette aire, qui regroupe 73 communes, est catégorisée dans les aires de 50 000 à moins de 200 000 habitants,.

### Occupation des sols
L'occupation des sols de la commune, telle qu'elle ressort de la base de données européenne d'occupation biophysique des sols Corine Land Cover (CLC), est marquée par l'importance des territoires agricoles (76,6 % en 2018), en diminution par rapport à 1990 (79,2 %). La répartition détaillée en 2018 est la suivante : 
terres arables (66 %), prairies (10,5 %), forêts (8,1 %), zones urbanisées (8 %), zones humides intérieures (7,3 %). L'évolution de l'occupation des sols de la commune et de ses infrastructures peut être observée sur les différentes représentations cartographiques du territoire : la carte de Cassini (XVIIIe siècle), la carte d'état-major (1820-1866) et les cartes ou photos aériennes de l'IGN pour la période actuelle (1950 à aujourd'hui).

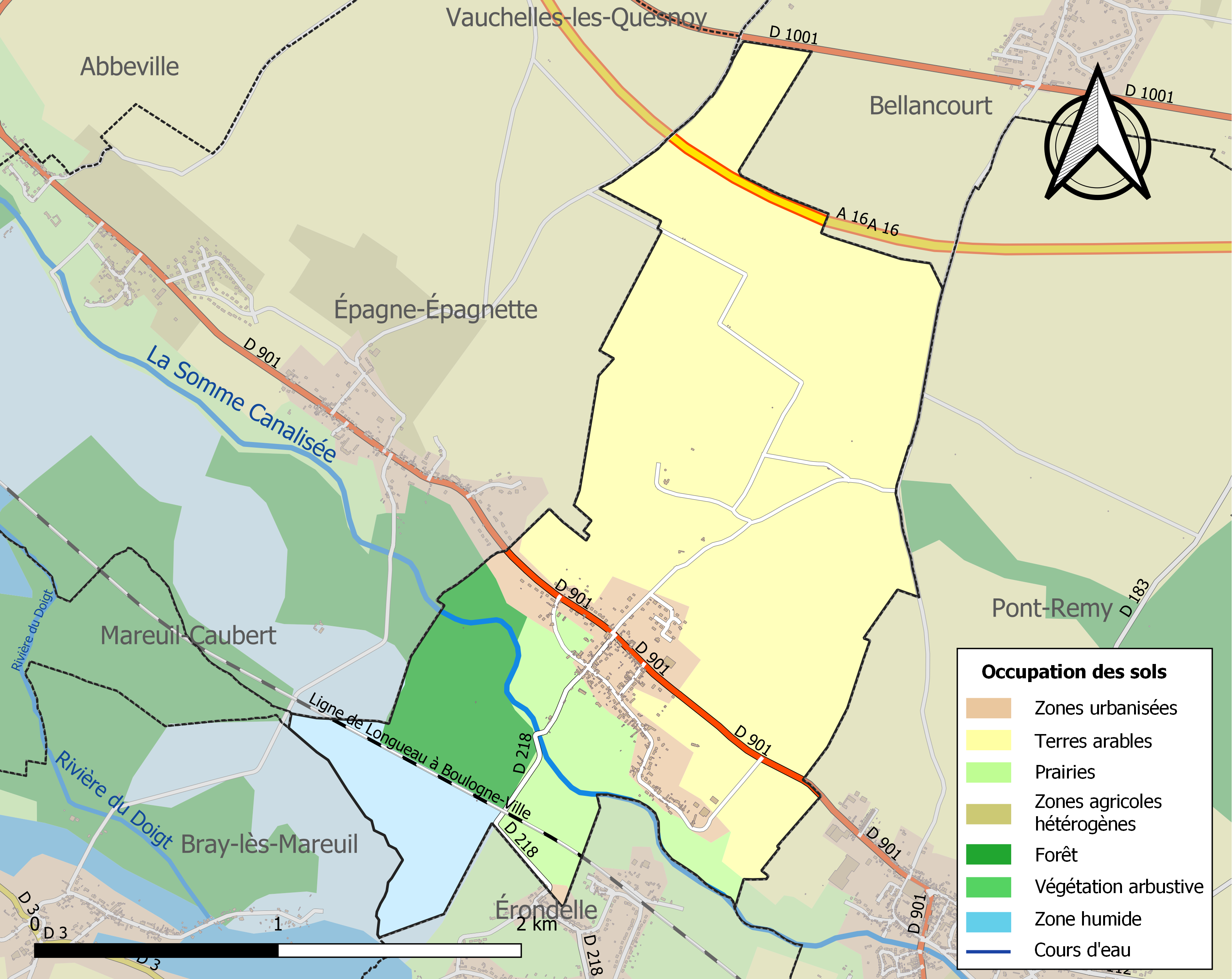
Carte des infrastructures et de l'occupation des sols de la commune en 2018 (CLC).

### Voies de communication et transports
L'autoroute A16 passe à la limite nord du territoire communal ; son échangeur le plus proche est celui d'Abbeville-Est (no 22). La ligne de Longueau à Boulogne-Ville traverse la commune, et la station la plus proche est la  gare de Pont-Remy, desservie par des trains omnibus TER Hauts-de-France, qui effectuent des missions entre les gares d'Abbeville et d'Amiens, voire d'Albert.
La route départementale 901 (ancien tracé de la nationale 1) — dont l'odonyme local est route du Val de Somme — rejoint Abbeville.
La véloroute de la vallée de la Somme longe le fleuve.

## Toponymie
Le nom de la localité est attesté sous les formes Adulficurt en 830 ; Aldulficurt en 844 ; Hardulficurt en 855 ; Eeaucort en 1210 ; Yawecort en 1237 ; Aquacuria et Aquacurtis vers 1301 ;Yeucourt en 1319 ; Iaucourt en 1423 ; Eaucourt en 1423 ; Eaucourt-lès-Pont-Remy en 1472 ; Eaucourt-sur-Somme en 1571 ; Heaucourt en 1695 ; Eaucour en 1733 ; Caucourt en 1763.
Eaucourt, tout comme de nombreux villages de Picardie dont le nom se termine par « court », est un toponyme qui date du Haut Moyen Âge.
Eaucourt est, selon toute vraisemblance, un terme de formation germano-romane. Le radical « court », dérive du terme latin Curtis désignant une cour de ferme, une ferme puis un village. Le préfixe « Eau » serait dérivé du nom germanique d'un des propriétaires du lieu après les Invasions barbares des Ve siècle et VIe siècle.
« Quand les manses furent agrandis par la réunion de plusieurs en un seul, on appela courts les bâtiments qui servaient à leur exploitation. Court signifie plus tard, une réunion de maisons rapprochées du manse seigneurial. »
La Somme est un fleuve du nord de la France, en région Hauts-de-France, qui traverse les deux départements de l'Aisne et de la Somme. Il donne son nom à ce dernier.

## Histoire
Le village d'Eaucourt-sur-Somme pourrait avoir été fondé au VIIe ou VIIIe siècle. Possession de l'abbaye de Saint-Riquier, le domaine serait passé par usurpation, ou par concession, aux mains des défenseurs de Saint-Riquier, les seigneurs de la Ferté. En 1214, Eaucourt devint par mariage propriété de la famille de Roye avant d'être acquis en 1315 par la famille de Châtillon-Saint-Pol.
Le moulin à vent d'Eaucourt, appelé moulin Guidon, a moulu le blé jusqu'en 1919.

## Politique et administration

### Liste des maires
| Période                                  | Période                       | Identité      | Étiquette | Qualité |
| ---------------------------------------- | ----------------------------- | ------------- | --------- | --- |
| Les données manquantes sont à compléter. |                               |               |           | |
| septembre 1944                           |                               | Henri Leroy   |           | |
| Les données manquantes sont à compléter. |                               |               |           | |
| mai 1953                                 | mars 1977                     | André Sannier |           | Inspecteur commercial |
| mars 1977                                | En cours (au 30 octobre 2020) | Henri Sannier |           | Journaliste, fils du précédent Vice-président de la CC de l'Abbevillois (2014 → 2016) Vice-président de la CA de la Baie de Somme (2020 → ) Réélu pour le mandat 2020-2026 |

## Population et société

### Démographie
L'évolution du nombre d'habitants est connue à travers les recensements de la population effectués dans la commune depuis 1800. Pour les communes de moins de 10 000 habitants, une enquête de recensement portant sur toute la population est réalisée tous les cinq ans, les populations de référence des années intermédiaires étant quant à elles estimées par interpolation ou extrapolation. Pour la commune, le premier recensement exhaustif entrant dans le cadre du nouveau dispositif a été réalisé en 2005.

En 2022, la commune comptait 363 habitants, en évolution de −13,98 % par rapport à 2016 (Somme : −1,26 %, France hors Mayotte : +2,11 %).
| 1800 | 1806 | 1821 | 1831 | 1836 | 1841 | 1846 | 1851 | 1856 |
| ---- | ---- | ---- | ---- | ---- | ---- | ---- | ---- | ---- |
| 167  | 221  | 267  | 327  | 346  | 349  | 345  | 316  | 338  |

| 1861 | 1866 | 1872 | 1876 | 1881 | 1886 | 1891 | 1896 | 1901 |
| ---- | ---- | ---- | ---- | ---- | ---- | ---- | ---- | ---- |
| 380  | 400  | 409  | 388  | 358  | 342  | 320  | 306  | 294  |

| 1906 | 1911 | 1921 | 1926 | 1931 | 1936 | 1946 | 1954 | 1962 |
| ---- | ---- | ---- | ---- | ---- | ---- | ---- | ---- | ---- |
| 301  | 319  | 299  | 299  | 261  | 253  | 250  | 284  | 283  |

| 1968 | 1975 | 1982 | 1990 | 1999 | 2005 | 2006 | 2010 | 2015 |
| ---- | ---- | ---- | ---- | ---- | ---- | ---- | ---- | ---- |
| 307  | 365  | 396  | 414  | 376  | 358  | 376  | 412  | 423  |

| 2020 | 2022 | - | - | - | - | - | - | - |
| ---- | ---- | - | - | - | - | - | - | - |
| 376  | 363  | - | - | - | - | - | - | - |

### Enseignement

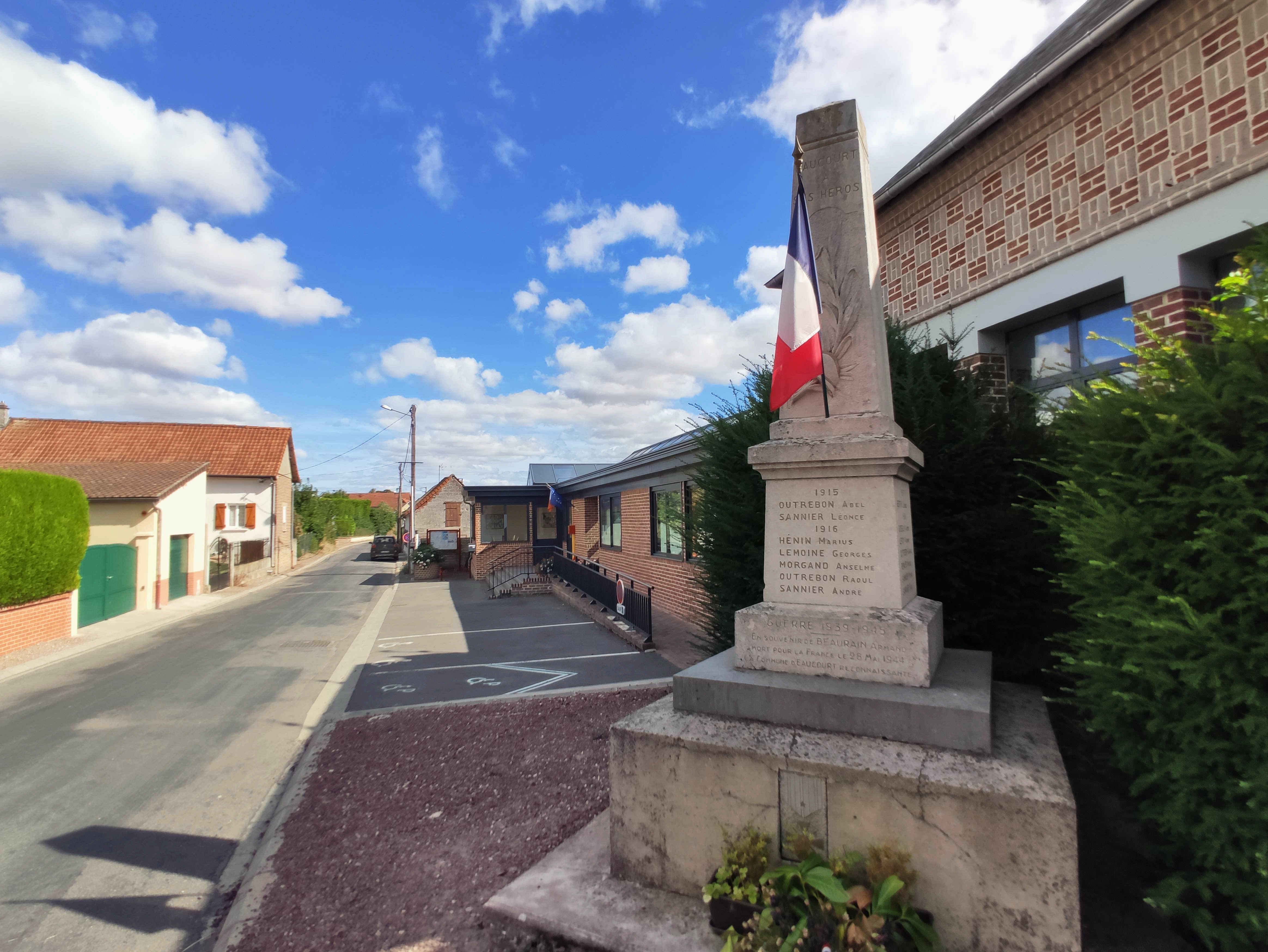
L'école, dans la continuité de la mairie.

La commune dépend de l'académie d'Amiens. L'enseignement primaire est géré par un regroupement pédagogique intercommunal comprenant également la commune d'Épagne-Épagnette. L'école locale accueille 62 élèves.

### Sports
L'Olympique d'Eaucourt, association locale pour la pratique du football, compte une cinquantaine de licenciés au cours de la saison 2018-2019. Deux équipes seniors, une équipe de vétérans et trois équipes de jeunes en association avec Le Titre et Vauchelles-les-Quesnoy animent le club créé en 1972.

## Culture locale et patrimoine

### Lieux et monuments
- Moulin à vent dit « Moulin Guidon » datant du XVIIe siècle et qui a fonctionné jusqu'en 1919.
En 1998, l'association des anciens élèves de l'école du village l'a racheté et en a fait don à la commune qui l'a restauré à l'identique en 2002-2003.
C'est un point de vue d'où, par temps clair, on peut apercevoir du pied du moulin, à l'est la flèche de la Cathédrale Notre-Dame d'Amiens, à l'ouest la baie de Somme et au sud les coteaux du village de Bray-lès-Mareuil[37],[28],[38].

- Église Saint-Aubin, édifiée au milieu du cimetière, un peu à l'écart du village actuel, à l'est. Trois arbres se dressent de part et d'autre de l'allée venant du village et menant au portail. Un graffiti datant de 1789 y est encore visible à l'extérieur, sur le mur sud. Il est actuellement protégé des intempéries et des dégradations par une plaque de plexiglas.
- Château d'Eaucourt-sur-Somme[39].
- La randonnée « autour du moulin », longue de 6 km et prévue pour deux heures, permet de faire le tour des principaux centres d'intérêt de la localité[28].
- La véloroute de la vallée de la Somme, un aménagement cyclable long de 160 km, permet de découvrir la vallée de la Somme.

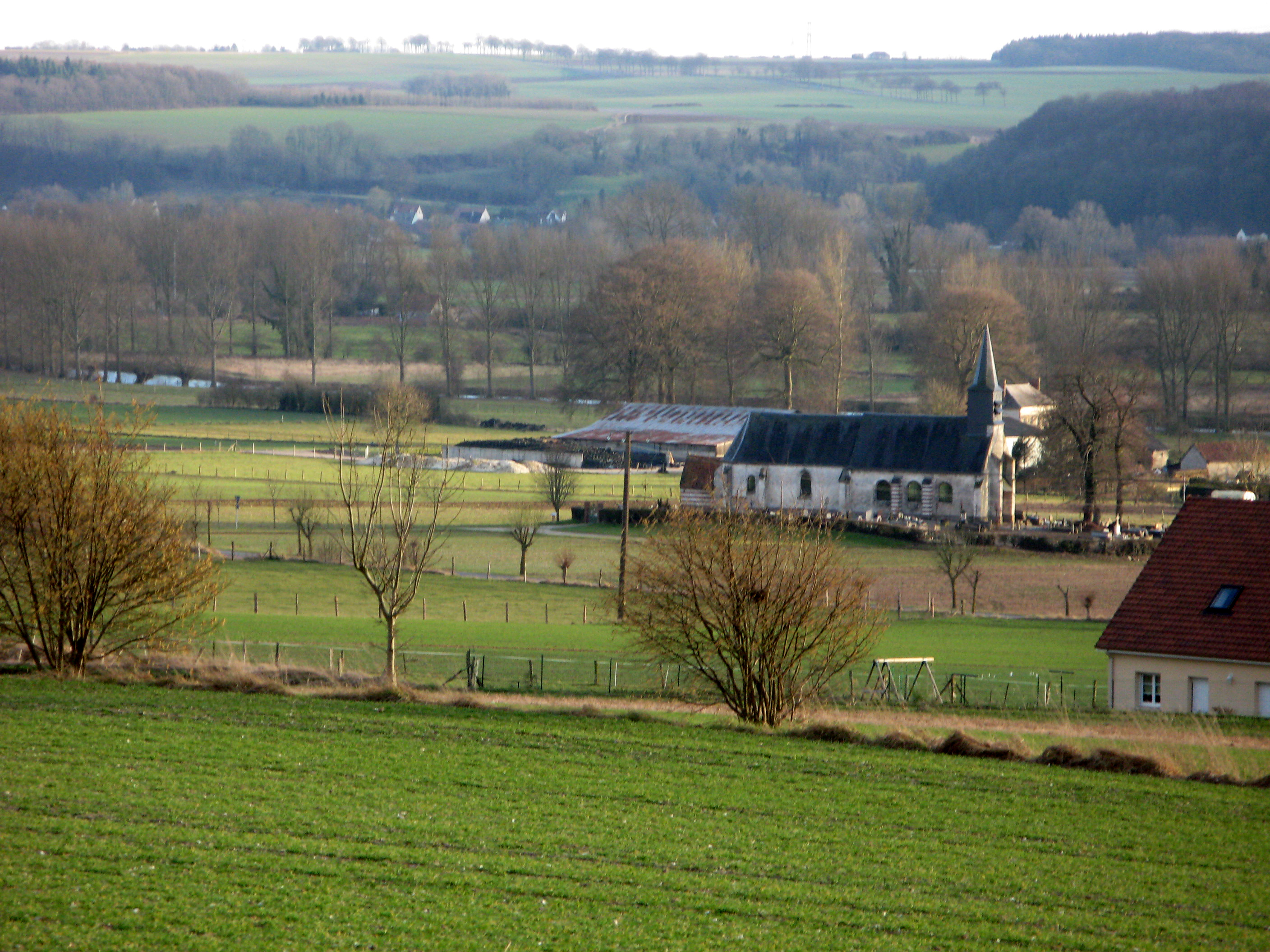
L'église et la vallée de la Somme.
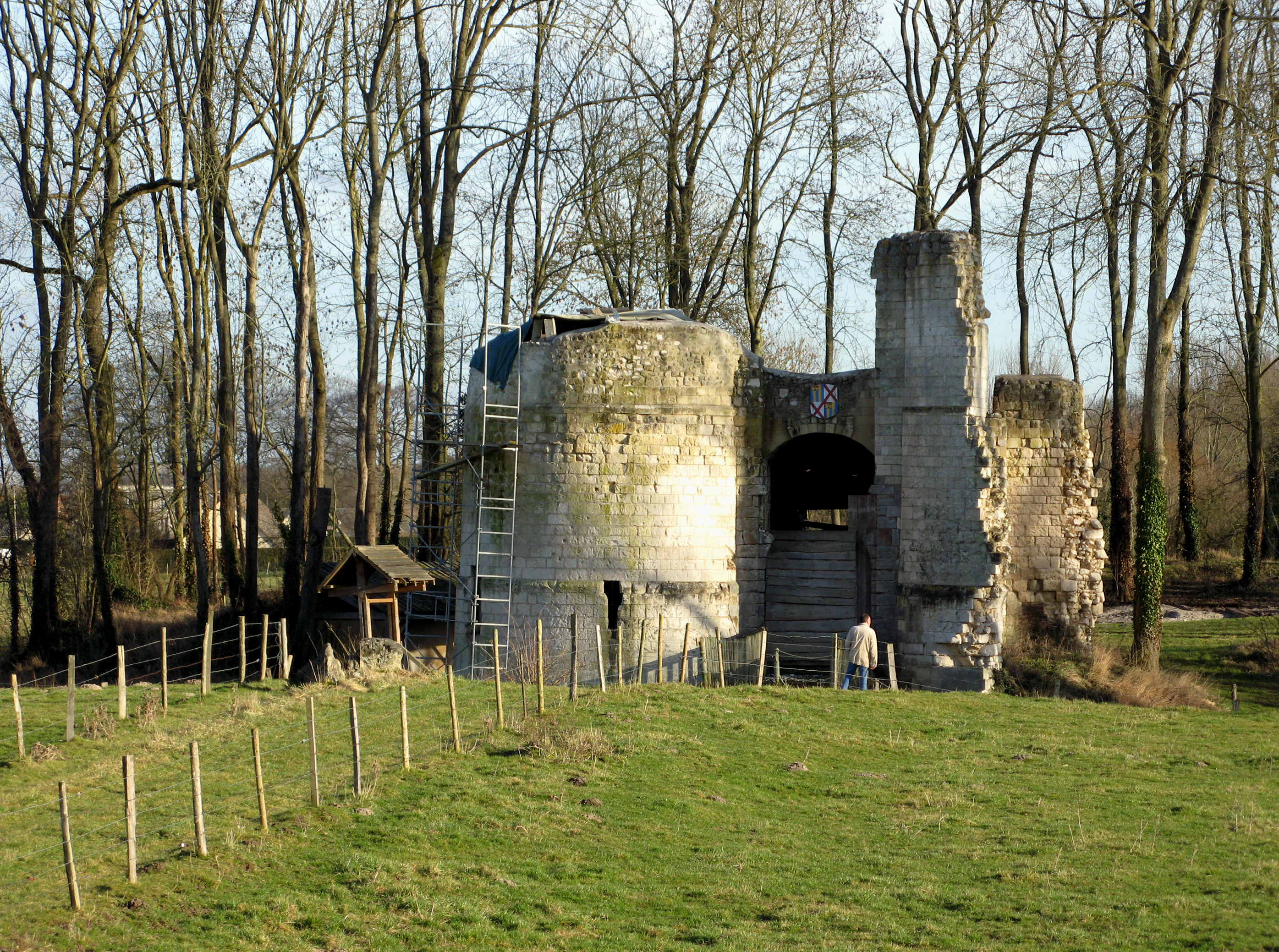
Ruines du château (février 2009).
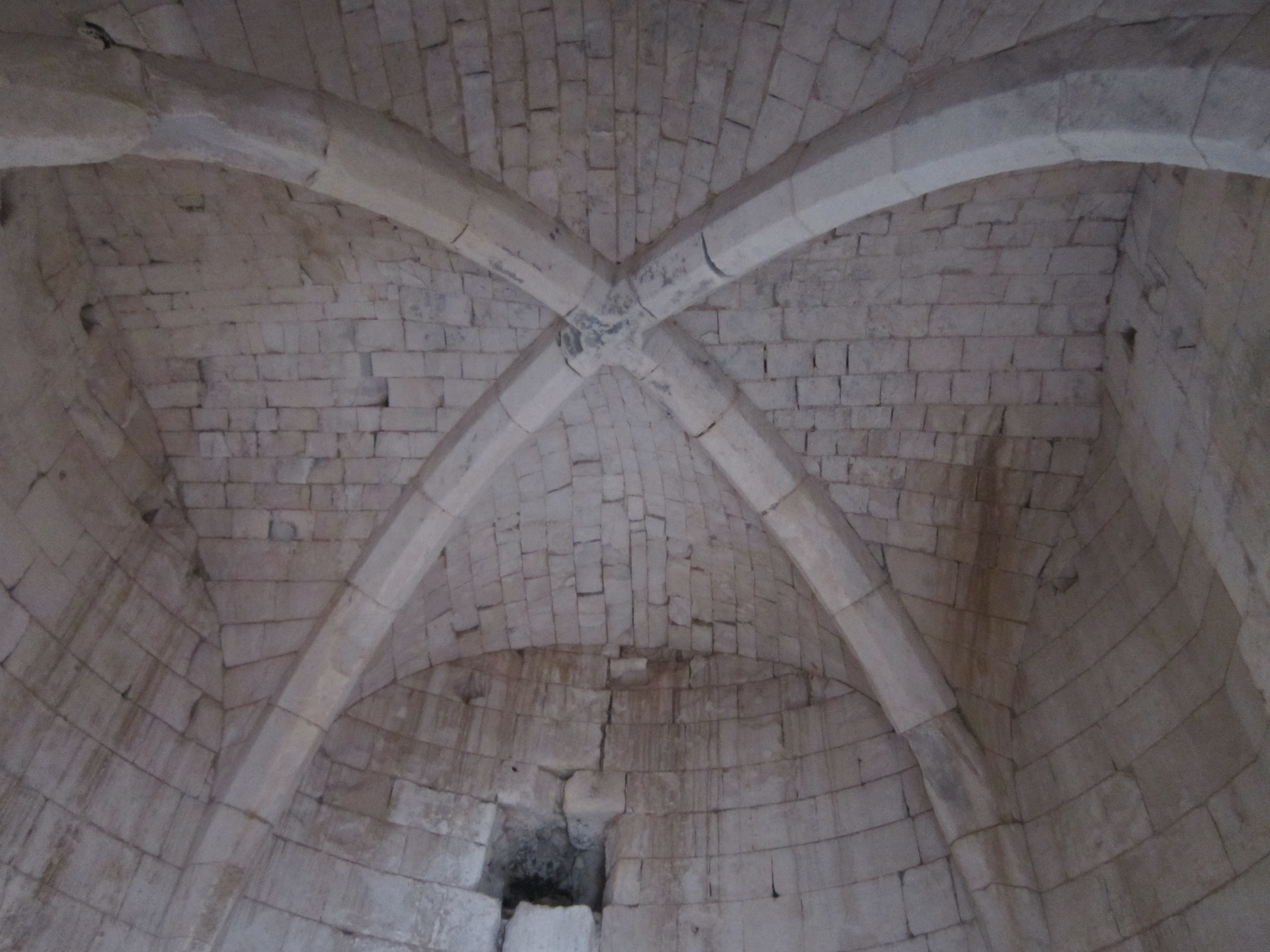
Croisée d'ogives de la tour nord du château.
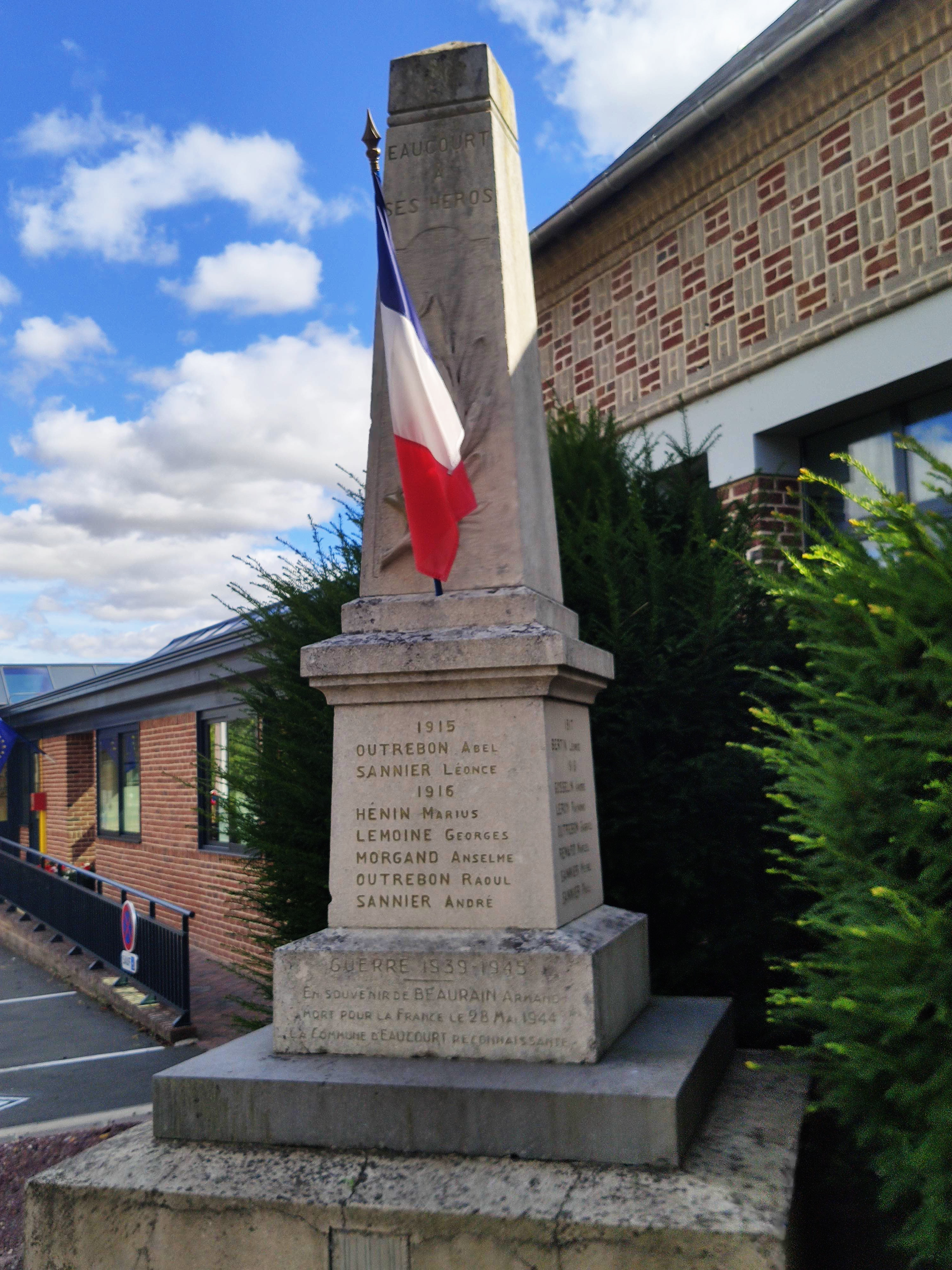
Monument aux morts.
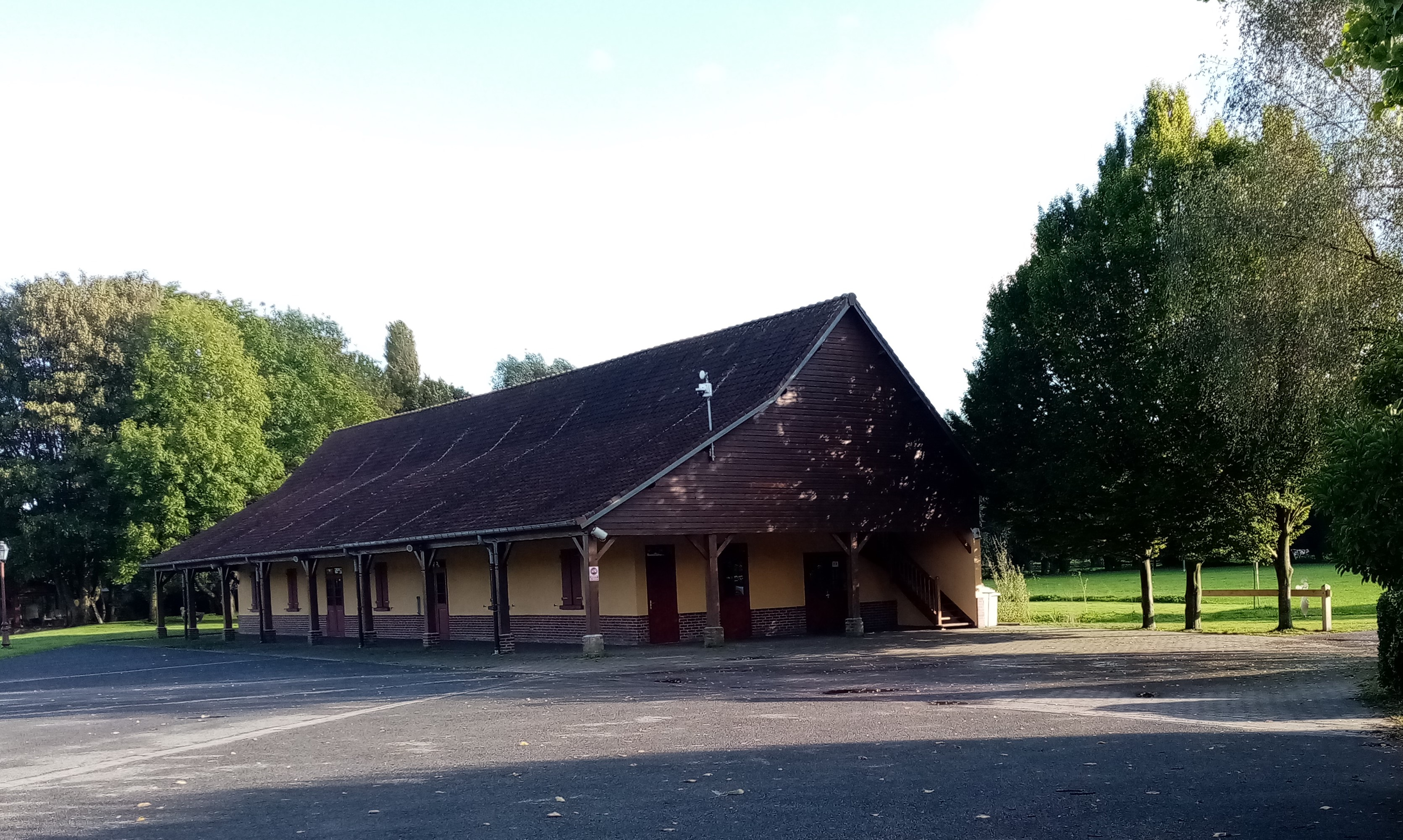
La salle communale.

### Patrimoine naturel
En Picardie, seuls les marais d'Épagne-Épagnette, Mareuil-Caubert, Abbeville et Eaucourt hébergent encore la Fritillaire pintade, dite « tulipe des marais », espèce menacée, inscrite sur la liste des espèces protégées depuis 1989.
- Près du moulin, deux mille pieds de vigne sont plantés en 2024 par la commune qui souhaite en donner la gestion à une association. Le vignoble de Chardonnay greffé sur Voltis doit produire pour la première fois en 2026[41]

### Personnalité liée à la commune
- Camille Choquier (né en 1941 à Estrées-lès-Crécy), footballeur français, a grandi à Eaucourt-sur-Somme.
- Henri Sannier (né en 1947 à Puteaux), maire du village, est journaliste de France Télévisions, de 1968 à 2017, année où il prend sa retraite. Il est également président du Festival de l'oiseau et de la nature. Il est originaire d'Eaucourt, comme son père (André, maire du village de 1953 à 1977) et son grand-père.

### Héraldique
| Blason de Eaucourt-sur-Somme | Blason  | Parti : au 1er d'argent au sautoir de gueules, au 2e d'azur à la tour d'argent ouverte du champ. |
| Blason de Eaucourt-sur-Somme | Détails | Le statut officiel du blason reste à déterminer.                                                 |